# Xã Etna-Troy, Quận Whitley, Indiana
Xã Etna-Troy (tiếng Anh: Etna-Troy Township) là một xã thuộc quận Whitley, tiểu bang Indiana, Hoa Kỳ. Năm 2010, dân số của xã này là 1.889 người.